# Young Sherlock: The Legacy of Doyle
 (mars 2020).
Si vous disposez d'ouvrages ou d'articles de référence ou si vous connaissez des sites web de qualité traitant du thème abordé ici, merci de compléter l'article en donnant les références utiles à sa vérifiabilité et en les liant à la section « Notes et références ».
Young Sherlock: The Legacy of Doyle (aussi connu sous le titre Young Sherlock: Doyle no Isan au Japon) est un jeu vidéo d'aventure sorti en 1987 sur MSX. Il a été développé et édité par Pack-In-Video. Il s'agit d'une adaptation du film Le Secret de la pyramide sorti en 1985 bien que l'intrigue soit complètement différente.